# Stéphanie Pernod
Pour les articles homonymes, voir Pernod (homonymie).
Stéphanie Pernod, également Stéphanie Pernod-Beaudon, née le 13 octobre 1978 à Bourg-en-Bresse (Ain), est une femme politique française. Membre des Républicains, elle est députée de la 3e circonscription de l'Ain de juin 2016 à juin 2017, conseillère régionale de Rhône-Alpes puis d'Auvergne-Rhône-Alpes depuis mars 2010 et première vice-présidente du conseil régional depuis juillet 2021.

## Biographie
En mars 2001, Stéphanie Pernod figure sur la liste de Bernard Argenti, candidat à la mairie d'Hauteville-Lompnes ; et à la suite de la victoire de ce dernier, elle devient adjointe au maire.
En mars 2008, elle figure en 6e position sur la liste du maire sortant. La liste de la majorité présidentielle étant battue dès le premier tour, elle siège comme conseillère municipale de la minorité.
En mars 2010, elle est élue conseillère régionale en 4e position sur la liste de la majorité présidentielle dans l'Ain lors des régionales. Elle préside le groupe Union de la Droite, du Centre et Apparentés (UDC-APP) au conseil régional de Rhône-Alpes.
En mars 2014, elle est tête de liste DVD à Hauteville-Lompnes lors des municipales. Sa liste termine deuxième au 1er tour et se retire pour le second.
En décembre 2015, elle figure de nouveau en 4e position sur la liste d'union de la droite dans l'Ain lors des régionales,. Elle est réélue et devient la 12e vice-présidente du conseil régional d'Auvergne-Rhône-Alpes, chargée de la formation professionnelle, de l'apprentissage et du sport (2019/2021).
Le 7 avril 2016, Pernod est nommée membre du Conseil national de l'emploi, de la formation et de l'orientation professionnelles.
À la suite de son élection à la 1re vice-présidence du nouveau conseil régional,, Étienne Blanc, touché par le cumul des mandats, démissionne de son mandat de député. Stéphanie Pernod annonce qu'elle est candidate pour briguer le poste laissé vacant, avec Jean-Yves Hedon comme suppléant.
Elle est élue députée au second tour, récoltant 73,32 % des voix.
Candidate à un nouveau mandat de député lors des élections législatives de juin 2017, elle est battue au second tour par la candidate de La République en marche !, Olga Givernet.
Elle est réélue au conseil régional d'Auvergne-Rhône-Alpes en juin 2021 et devient première vice-présidente chargée de l'économie, de la préférence régionale, de la relocalisation et du numérique. Elle y crée la polémique en menaçant, dans un courrier, l’association Outdoor Sports Valley de ne plus percevoir une subvention qui représente 36 % de son budget, après que cette association a souscrit à un appel pour des Jeux olympiques plus écologiques,,,.